# Qigongkugeln

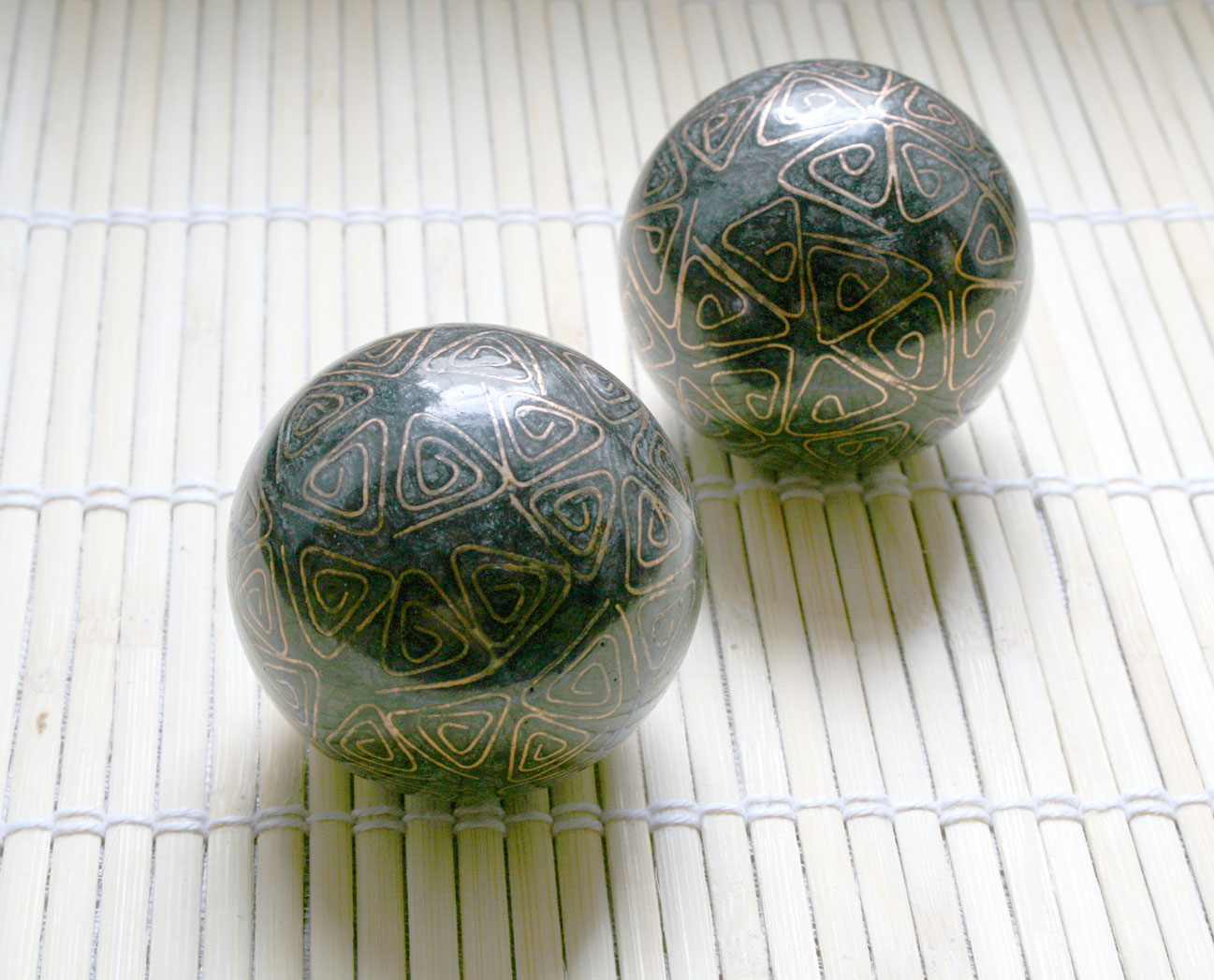
Qigongkugeln

Qigongkugeln (auch Chi-Gong-Kugeln, Qi-Gong-Kugeln oder kurz Qi-Kugeln genannt) oder Baodingkugeln (chinesisch 保定鐵球 / 保定铁球, Pinyin Bǎodìng tiěqiu – „Baoding-Eisenkugeln“, alternativ 健身球,  jianshenqiu – „Kugeln zur Kräftigung der Gesundheit“), deutsch auch Klangkugel, Trainingskugel oder Entspannungskugel genannt, sind im Wesentlichen emaillierte Metallkugeln. Sie erzeugen bei Erschütterung einen angenehmen Klang. Der Name Qigong setzt sich dabei zusammen aus dem Wort Qi, die Lebensenergie, deren Zirkulation im Körper mit Gesundheit gleichzusetzen ist und dem Wort Gong, welches eine Technik zur Kultivierung dieser persönlichen Lebensenergie bezeichnet.
Ein Set, üblicherweise mit einer Schatulle zur Aufbewahrung, besteht aus zwei Kugeln mit Innenkugeln, die zwei unterschiedliche Klänge erzeugen: einen tiefen Ton, der das Weibliche (Yin) symbolisieren soll, und einen hohen Ton für das Männliche (Yang). Ursprünglich wurden diese Klänge auch als Phönix- bzw. Drachen-Ruf bezeichnet.
Die Qigongkugeln heißen Baoding-Kugeln, wenn diese in der Stadt Baoding in der chinesischen Provinz Hebei hergestellt worden sind.

## Aufbau

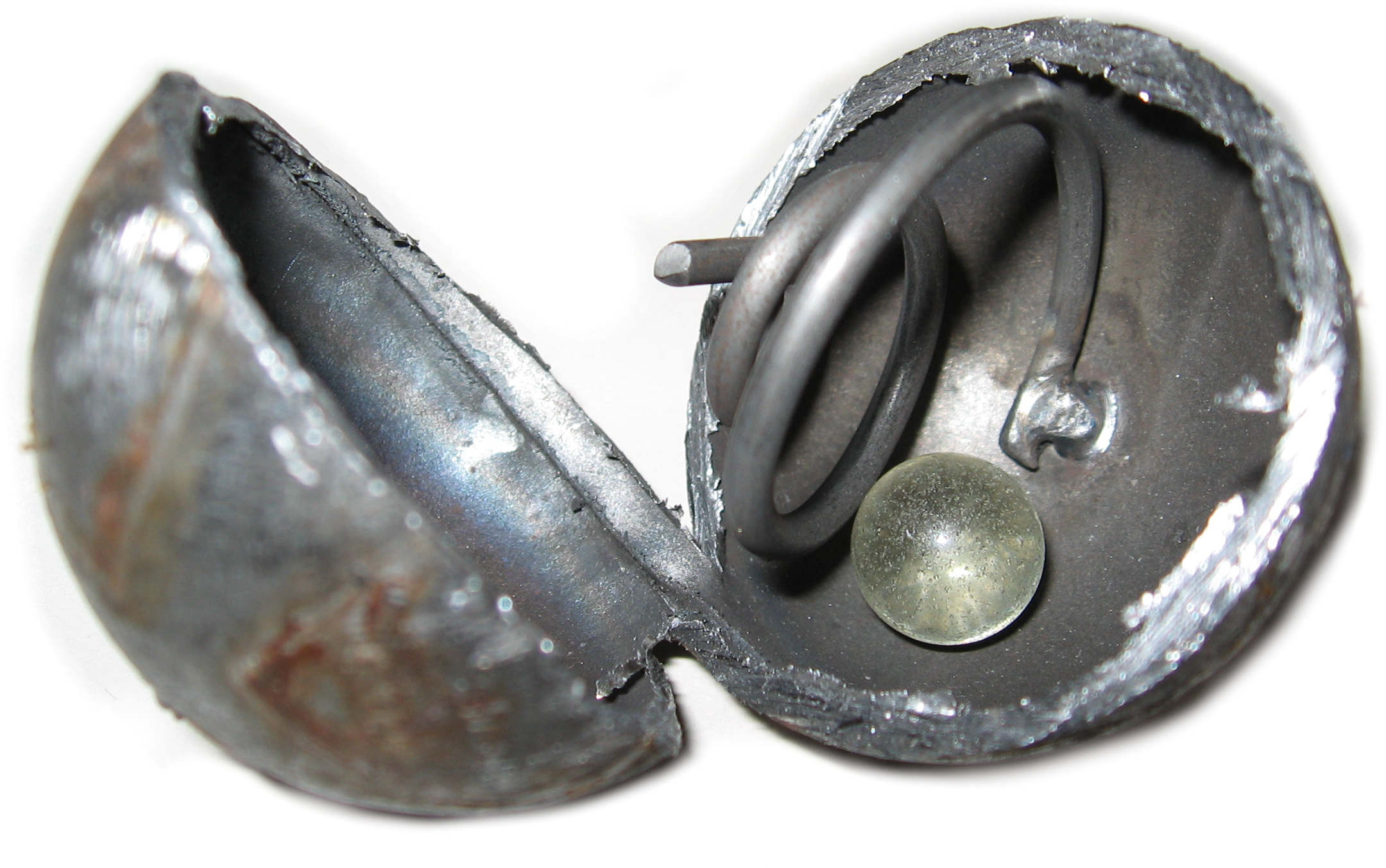
Geöffnete Klangkugel

Die äußere Schicht besteht meistens aus farbigem Email. Der Durchmesser beträgt üblicherweise 40 bis 45 mm. Die kleinsten, die sich sinnvoll im Sinne des QiGong anwenden lassen, sind 30 mm groß, die größten bis zu 80 mm. Die meisten Ausführungen sind hohl und haben im Inneren Klangelemente eingebaut. Unter der Email-Schicht befindet sich eine Hohlkugel aus Stahl, in welche der Klangmechanismus eingearbeitet ist. Üblicherweise ist das klangerzeugende Element eine Feder aus Draht oder Blech, die durch eine kleine gläserne Kugel im Inneren der Hohlkugel angeregt wird.

## Geschichte
Der Gebrauch von Qigongkugeln geht bis in die Ming-Dynastie (China) zurück. Anfangs waren die Kugeln nur einfache Walnüsse, Kastanien oder ähnliches, mit denen die Fingerfertigkeit angeregt werden sollte. Im Lauf der Jahrhunderte wurden daraus Stein-, Ton- oder Metallkugeln (seit dem 14. Jahrhundert) bis hin zu kleinen Kunstwerken mit aufwendigen, klingenden Innenleben. Seit dem 18. Jahrhundert finden sich auch künstlerische Verzierungen auf den Oberflächen der kleinen Kugeln.

## Anwendung und Nutzen

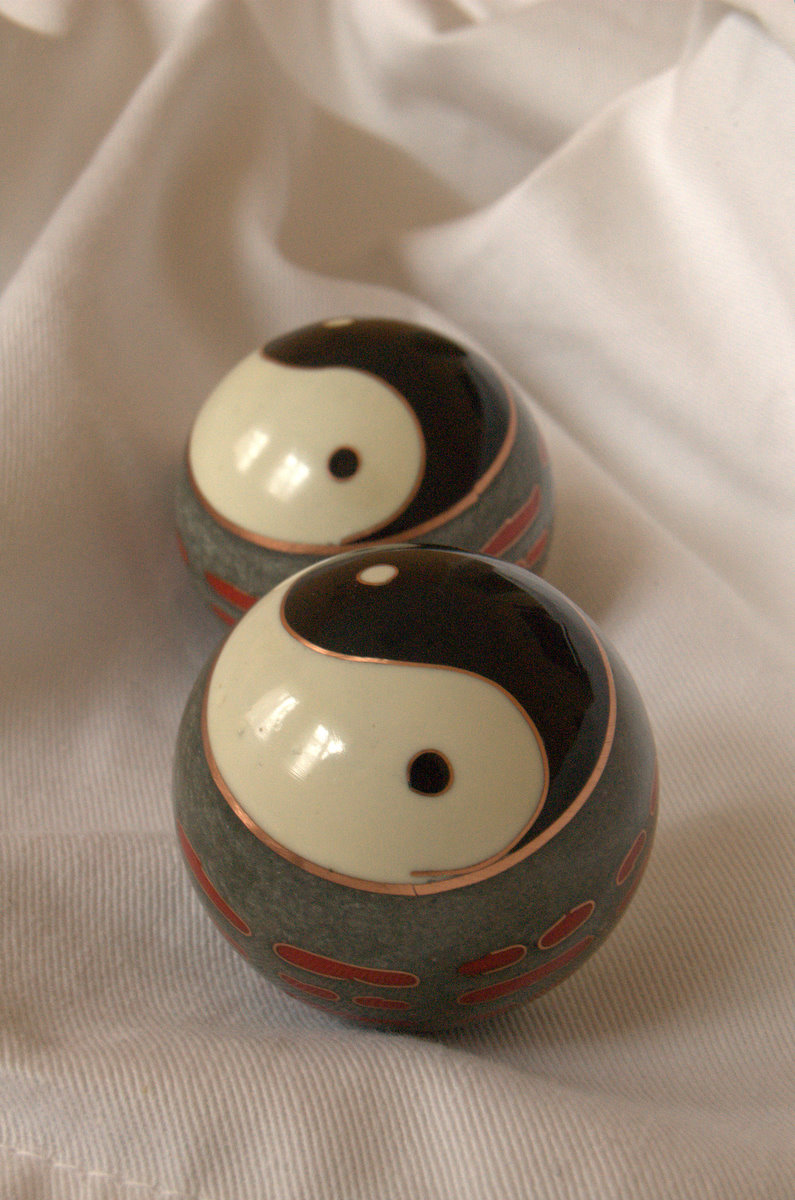
Klangkugeln mit Yin-Yang-Symbolen

Nach chinesischer Tradition sollen die Kugeln das Gleichgewicht von Yin und Yang im eigenen Körper wiederherstellen. Zudem sollen die Reflexzonen der Hand stimuliert werden.
Es finden sich verschiedene Übungen, die nach Anzahl der Kugeln und Geschicklichkeit des Übenden variieren können. Bei diesen Übungen kann unter anderem zwischen dem Drehen (Bewegung der Kugeln ohne Berührung untereinander), Schieben (Bewegung mit Aneinanderreiben der Kugeln) und Rollen (Bewegung nur einer Kugel auf der Hand) unterschieden werden.
Blockaden im Qi-Fluss des Körpers sollen so gelöst werden und somit auch auf die Besserung chronischer Krankheiten unterstützend eingewirkt werden. Nach chinesischer Tradition erreicht man durch das Erlernen des Kugeldrehens eine Harmonisierung des Körpers. Dies soll gleichzeitig auch die Möglichkeiten zur geistigen Weiterentwicklung des Individuums erweitern. Durch das gezielte Bewegen der Kugeln in der Hand werden die koordinativen Fähigkeiten trainiert. Zusammen mit dem angenehmen Klang kann dies zu Stressabbau und Entspannung führen. Klangkugeln finden auch im Hörtraining hörgeschädigter Kleinkinder Anwendung.
Klangkugeln sind beliebte Souvenirs bei Asienreisen und eignen sich auch als Kinderspielzeug.